# The Bat (Canada's Wonderland)
The Bat is een stalen boomerangachtbaan van Vekoma in het Canadese attractiepark Canada's Wonderland. De achtbaan werd geopend in 1987.
De trein van The Bat is oorspronkelijk afkomstig van de Dragon Fire, die maar gebruikmaakte van twee van de drie treinen. The Bat kent twee verschillende baanelementen, waaronder een looping en een cobra roll, die twee keer worden doorlopen.